# Civezzano
Civezzano é uma comuna italiana da região do Trentino-Alto Ádige, província de Trento, com cerca de 3.111 habitantes. Estende-se por uma área de 15 km², tendo uma densidade populacional de 207 hab/km². Faz divisa com Albiano, Trento, Fornace e Pergine Valsugana.